# بازعة (اسم)
بَازِعَة هو اسم علم مؤنث من أصل عربي، وجاء الاسم على صيغة الفاعل، ومعناه هو الظريفة المليحة والمتناهية الجمال والسيدة الشريفة والجرئية على الكلام.